# Разряд (административно-территориальная единица)
Разря́д — военно-административно-территориальная единица в Русском царстве XVI — XVII веков.
Разряд как военно-административная единица Русского государства подчинялся Разрядному воеводе и входил в состав Разрядного приказа (Московского Большого Разряда). Ратные люди, проживавшие на территории разряда, призывались для прохождения службы в разрядные полки (соединение полков). Каждый полк включал в свой состав несколько полков родов оружия (стрельцов, рейтар, драгун, солдат и так далее). Разряды подчинялись главному органу управления Разрядному приказу.

## История
Традиционной основой административного деления Русского царства были уезды. По мере расширения границ государства, возвращения русских земель отторгнутых другими государствами (Польская и Литовская Русь), начали проявляться недостатки такой системы. Недостатки существования множества мелких уездов, которые сносились непосредственно с Москвой, остро выявились на окраинах государства, где требовалось расширение власти воевод для более успешного действия войск. Именно здесь на основе укра́инных (окрайных) уездов начинают создаваться большие военно-административные единицы — Разряды. В 1615 году все 53 пограничных города Русского государства были разделены на пять отделов (разрядов):
1) Укра́инный (позже — Тульский)
2) Рязанский
3) Северский
4) Степной
5) Низовой.
В 1616 году численность засад (современность — гарнизон) этих городов-крепостей достигала 24 350 человек.
Документы конца XVI века, в том числе и Разрядные книги, сообщают об украинской службе московских служилых людей: «А украинским воеводам всем во всех украинских городех государь велел стоять по своим местом по прежней росписи и в сход им быть по прежней росписи по полком; а как будет приход воинских людей на государевы украины, и государь велел быти в передовом в украинском полку».
Центром первого Украинного разряда, созданного в XVI веке, стала Тула. Тульский воевода стал руководить деятельностью полковых и городовых воевод городов, которые находились на территории «поля» от Оки до Упы. Воевода разряда объединял военную и административную власть в разряде, ведал собиранием средств и управлением. Украинный разряд, позже переименованный в Тульский, существовал более ста лет до начала 1660-х годов. Постепенно создавались новые разряды. Некоторые разряды, как например Рязанский, упразднялись, а потом восстанавливались.
В состав разряда входило несколько уездов. В результате реформы (военно-административная территориальная реформа) 1680 года вся территория Российского царства была поделена на разряды, и все ратные люди были перераспределены по 9 разрядам. Ратные люди были распределены по разрядным полкам. Был сформирован постоянный Большой полк, расположенный в одном из приграничных (украинных) разрядов.
Сущность этой реформы была изложена в «Росписи перечневой ратным людем, которые в 1680 году росписаны в полки по разрядам». Разряды носили в основном характер военно-административной единицы (примерно как современные военные округа), во главе разрядов стояли разрядные воеводы. Разрядные воеводы были наделены не только военной, но и административной властью, поскольку этого требовали нужды обороны. Разряды стали промежуточным звеном между центральной властью и уездами и подготовили создание в начале XVIII века крупных административных единиц — губерний.

## Список разрядов (разрядных полков)
Существовали следующие разряды (полки):
- Московский
- Севский
- Владимирский
- Новгородский
- Казанский
- Смоленский[12]
- Рязанский
- Белгородский
- Тамбовский
- Тульский (ранее, Украинный)
- Тобольский
- Томский
- Ленский
- Енисейский